# Dirección de Educación Técnico Profesional (Uruguay)
La Dirección General de Educación Técnico Profesional (antiguamente Consejo de Educación Técnico Profesional) es un organismo de la Administración Nacional de Educación Pública encargada de impartir la formación profesional y tecnológica mediante la Universidad del Trabajo del Uruguay (UTU). 

## Creación
El Consejo de Educación Técnico Profesional surge en 1985 mediante la aprobación de laLey N° 15739. En el año 2020, mediante la aprobación de la Ley N° 19889 los Consejos de Educación fueron suprimidos y se crearon direcciones generales que seguirán siendo dependientes de la Administración Nacional de Educación Pública y el Consejo Directivo Central.
La Dirección de Educación Técnico Profesional, mediante la Universidad del Trabajo del Uruguay, es una de las instituciones educativas con más alumnos inscritos. Cuenta con 221 centros educativos en todo el territorio nacional, como también diferentes polos tecnológicos, industriales y campus estudiantiles en el interior.

## Áreas que abarcan los cursos
Los niveles de enseñanza, van desde el Ciclo Básico, el Bachillerato Técnologico y Educación Terciaria.
- Administración de empresas
- Agraria
- Artístico y artesanía
- Audiovisual
- Auxiliar administrativo
- Calzado y cuero
- Carpintería
- Construcción
- Deporte
- Electrotecnia y electrónica
- Energías renovables
- Estética
- Gastronomía
- Gráfica
- Hípica
- Hotelería
- Informática
- Ingeniero Tecnológico Prevencionista
- Logística
- Marítimo
- Metal
- Mecánica
- Óptica
- Periodismo
- Química
- Robótica
- Seguridad e higiene
- Vestimenta
- Turismo

## Autoridades
Anterior a la disolución de los Consejos de Educación, además de los respectivos directores generales, existía un consejero designado por el Consejo Directivo Central, otro por los docentes y otro por los alumnos de la institución.
Tras la disolución, las actuales autoridades de este organismo y de la Universidad del Trabajo del Uruguay, son el ingeniero agrónomo Juan Pereyra y la doctora Laura Otamendi.